# Coptocycla robusta
Coptocycla robusta es un coleóptero de la familia Chrysomelidae.
Fue descrita científicamente en 1936 por Spaeth.